# Bortom blommorna och sången
Bortom blommorna och sången är ett album från 1995 av den kristna sångaren Artur Erikson. Skivan är ett samlingsalbum med sånger inspelade mellan 1966 och 1977.

## Låtlista
1. Till min syster
2. Ja visst gör det ont när knoppar brister
3. En visa om Skaparen
4. Vårtro
5. Det är något bortom bergen
6. Vår (O du lummiga lund)
7. Intet är som väntans tider
8. O vad jorden nu är skön
9. Blommande sköna dalar
10. Men liljorna de växa upp om våren
11. Det finns dagar då sången är död
12. Väverskan
13. Nu brusar alla bäckar
14. Blomman som glömde sitt namn
15. Snabbt jagar stormen våra år
16. Fågelungarna
17. Flyttfåglarnas avskedssång
18. Men jag hörde en sång
19. En gammal rocksvarvare
20. Höstsång
21. Somnar jag in med blicken fäst